# 杨村镇站
杨村镇站位于广东省惠州市博罗县，是京九铁路的一座火车站，等级为四等站，距北京西站2226公里，距常平站89公里，本站及相邻上下行区间均已于2013年电气化。站址在广东省博罗县杨村镇。车站建于1990年。本站只办理货运，不办理客运业务。